# 東北文化学園大学
東北文化学園大学（とうほくぶんかがくえんだいがく、英語: Tohoku Bunka Gakuen University）は、宮城県仙台市青葉区国見6-45-1に本部を置く日本の私立大学。1978年創立、1999年大学設置。大学の略称はTBGU。
東北科学技術短期大学を前身とする総合大学であり、4学部6学科6専攻、1研究科2専攻で構成される。学生収容定員は2,852人である。

## 概観

### 大学全体
東北文化学園大学は1999年に開学。現代社会学部、医療福祉学部、経営法学部、工学部の4学部と大学院の健康社会システム研究科からなり、入学定員は学部が675名、大学院が24名である。仙台駅から5駅目の国見駅前にキャンパスを構えており、キャンパス内には東北文化学園専門学校の校舎が併置されている。

### 建学の精神と理念
建学の精神は、「絶えざる技術の進歩、高度情報化、国際化、高齢化」を背景に、学問と研究を通じて、「自ら考える力と習慣を身につけ、必要な専門技術を修得した人材の育成」を目指し、「新世紀に生じうる未経験のさまざまな問題に対応して豊かな将来社会の開拓に寄与すること」である。この建学の精神に基づき、医療福祉、政策（アントレプレナー）、情報や建築など科学技術の専門職を育成している。
さらに、以上の実学志向の専門教育の実施に当たっては、以下の5つの教育理念を掲げている。
1. 豊かな人間性と創造力の養成
2. 専門技術の研鑽
3. 国際性豊かな人材の育成
4. 社会の一員としての自覚と問題解決能力による貢献
5. 地域社会とともに発展する大学

### 教育および研究
教育・研究における特色は下記の4点が挙げられる。

#### 学部・学科を超えた学び――他学部連携による教育・研究
外国語、情報処理、経済学、社会学などは3学部共通の基礎科目とした上で、専門科目についても他学部の履修、単位取得を認めている。また、学部間で共通する分野については共通テーマを掲げ、多学部が連携して教育と研究を行っている。
また、「専門職連携セミナー」として、9つの専門職（看護師、保健師、理学療法士、作業療法士、言語聴覚士、視能訓練士、社会福祉士、精神保健福祉士、介護福祉士）を目指す学生が集う「合同実習報告会」を実施し、学生が自らの専門性を明確にするとともに、他の専門職との相互理解を深める教育を提供している。

#### コミュニケーション能力の研磨――教育支援センターの設置
教育支援センター（Eサポ）において、全学生を対象に、「対話する力（考える力＋聴く力＋話す力）」を育み高めることを目的として、「てつがくカフェ@TBGU」「朝カフェ」「クリティカルシンキングセミナー」など各種セミナーを自由参加形式で展開している。セミナーの多くはカフェ形式で、普段交流することがあまりない他学部の学生や教職員が集まり、お茶やお菓子を楽しみながらリラックスした雰囲気のなかで行われる。
外国語については、英語はもとよりアジア言語（中国語、韓国語）のコミュニケーション能力を習得する機会を提供している。また、情報処理能力を習得させるため、コンピュータ室のほかに、学生が自由にパソコンを使える自習室やノートパソコンの貸出し制度を整備している。

#### 教員・学生間の接触の機会の増大――少人数教育とラーニング・コモンズ
全人教育のため、演習はもとより、研究会、ゼミナール等は少人数編成をとっており、学生個人に対する専門的アドバイスを可能にしている。さらに、スチューデント・アドバイザー制度を採用しており、学生一人ひとりにSA教員が配置され、「大学での学び」「学生生活全般」「学内での人間関係」など、新入生や在学生のさまざまな不安に対して相談に応じている。
また、ラーニング・コモンズである教育支援センターでは、自習やグループ学習のスペースとして利用できるのはもちろんのこと、交代制で教員が配置され、勉強の仕方や授業の復習、自己学習、レポートや論文などの書き方など、学生のさまざまなニーズに対応しており、「コンサルティング＆コーチング」と称される個別指導のほかグループ単位で指導を受けることもできる。
さらに、豊かな現場体験を有する講師陣による講義が開講されるとともに、フィールドワークとして、臨床実習や現場見学の機会も多く取り入れている。さらに、全学共通教育2科目「TBGUプロジェクトI（輝けるもの）」、「TBGUプロジェクトII（地域活動・ボランティア）」、「海外研修」（ジェームズクック大学、復旦大学など）でも、体験型教育プログラムが提供されている。総合政策学部と科学技術学部では、企業インターンシップに関する科目を置くことで、学外での体験的学修も単位として修得できる仕組みが設けられている。
ほかにも、スチューデントジョブとして、学内で学生が担える業務を有償ボランティアとして斡旋する奨学支援制度を用意している。スタッフの時給は800円からである。

#### 地域連携――ボランティア・ポイント制度
地域連携センターを設置し、学生が行う地域貢献活動を支援するためにボランティア・ポイント制度を運用しており、ボランティア・ポイントが単位取得の評価対象となっている。また、地域社会に対する貢献度が高い学生を表彰の対象としている。
東日本大震災後は「定点観測プロジェクト」を立ち上げ、宮城県内の沿岸被災地を定期的に訪問しているほか、今後いつ起こるか分からない災害に備えるガイドブックを制作した「未来・心と心を繋げるプロジェクト」、仮設住宅を定期的に訪問する「NSプロジェクト」、被災者の生活支援、健康支援を行う「健康支援隊」が実施されている。

## 開学認可から財政健全化へ

### 開学後の不祥事と民事再生（2004年～2008年）
1997年に文部科学省に四年制大学の開学認可申請を行った際、提出された開学資金のうち寄附金50億円超は実体のないものであった。その結果、開学後早々に自己資金確保に行き詰まり、当時の理事長の堀田正一郎は二重帳簿等による不正経理処理を指示することになった。2003年にその事実の一部が発覚すると、主力銀行等からの運転資金の借り入れができなくなり、298億円の負債を抱えるなか、2004年6月21日に民事再生法を申請するに至った。2004年12月22日に再生計画の認可が決定し、2005年1月27日に再生計画の認可決定の確定を受け、再生計画が進められることになった。
また、文部省（当時）への大学設立認可の申請や私学助成金受給は、1978年清水一行「虚構大学」を参考に行われていたことがわかっている(ちなみに「虚構大学」は京都産業大学の開学をめぐる関係者の話がモデルになっている)。
仙台市は1997年から大学整備促進補助金交付制度を設けていたが、東北文化学園大による補助金不正受給事件を踏まえ、2004年12月に廃止。交付総額は11億5700万円で、東北文化学園大学には9億400万円を交付していたが本大学の経営難により補助金債権の95%の約8億6000万円を放棄した。 
郡山市に薬学部（6年制）、廃校になった久慈市のアレン国際短期大学跡地に福祉介護系の新学部を新設する計画があった。また公立黒川病院の買収計画も断念した。当時の仙台市副市長、郡山市副市長は東北文化学園大学の不正を見抜けずに補助金を騙し取られ損害を発生させた責任を取り辞任した。
その後、大阪の藍野グループが経営支援を申し出て、代表の小山昭夫が新たな理事長につくことになった。ところが、小山は、2005～2006年度に、理事会を開くことなく、大学の運営資金から計7億8千万円を自身の個人病院などに融資し、2008年1月に国からの補助金を全額不交付とする処分を受けることになった。さらに、2007年11月には、大学の運営資金2億円を樟蔭東学園の人事権掌握のために流用した。さらには、2億5000万円を大学の備品などの購入名目で送金させながら、リースで調達するなどの工作も行っていた。
これらの問題が発覚すると、理事長と全理事（学則上の理事を除く）が退任し、新理事長には弁護士が就いた。そして2008年1月28日、再生計画の認可決定の確定後3年の経過によって、東京地方裁判所の決定により民事再生手続が終結した。ただし、2010年度に実施された日本高等教育評価機構による第三者機関大学評価では、依然として、「教員」、「管理運営」、「財務」が評価基準を満たしていないと判定された。

### 経営破綻から経営健全化へ（2013年～）
その後、2013年に土屋滋が理事長になると、理事・評議員が一新されることになった。具体的には、学長が理事長を兼ねるとともに、理事・評議員も、大学の各学部長など学内の各部局の代表から構成される民主的な体制が構築された。さらに、2014年6月にすべての弁済を繰り上げて完了させた（当初予定は、2014年10月）。2013年度に実施された日本高等教育評価機構による再評価でも、すべての大学評価基準を満たしていると認定された。
2014年度の主な経営指標は、流動比率が108.7％、自己資金比率が90.8％、負債比率が10.2％、総負債比率が9.2％で、総負債比率、負債比率ともに全国平均を大きく下回っている。2015年度も、流動比率が138.9％、負債比率が10.1％、総負債比率が9.1％となり、安定的な経営を継続している。2015年度の経常収入は42億3,394万円、経常収支差額は2億3,474万円の黒字、経常収支差額比率は+5.5％であった。

## 沿革

### 略歴
大学の母体は、1978年に開設した宮城デザイン専門学校（現東北文化学園専門学校）である。医療・福祉・工科・情報のライセンススクールとして発展し、東北科学技術短期大学を経て、1999年に開学した。その際には、市立大学構想を断念していた仙台市から8億1,000万円の補助金が交付された（ただし、後に全額返還請求を受ける）。2003年には大学院を設置するも、開学時からの資金難と不正経理により、2004年に民事再生法を申請、2005年から再生計画が実施され、2008年に民事再生手続の終結決定が認可された。他方で、2008年には、不正経理により私学助成金の全額不交付の処分を受ける。
2010年に医療福祉学部に看護学科が設置され、翌2011年には大学院にナースプラクティショナー養成分野が設置され、東北地方唯一の全特定行為の研修機関として指定された。さらに、2013年に東北大学医学部教授であった土屋滋が理事長となり、理事・評議員が一新され、すべての弁済が完了し、経営再建が果たされるとともに、ラーニング・コモンズやTBGUプロジェクトなど、時代のニーズに応える実学を充実させる取り組みがなされる。2016年には、東北地方初となる臨床工学科が科学技術学部に設置された。他方で在籍学生数の定員割れは拡大しており、2019年度の学部再編が検討されている。

### 年表

#### 大学開学前史
- 1978年 - 学校法人東北文化学園の設立認可、専修学校として宮城デザイン専門学校の設置認可
- 1979年 - 仙台市青葉区本町に宮城デザイン専門学校開校
- 1981年 - 宮城デザイン専門学校に科を増設、東北工科美術専門学校に学校名称変更
- 1983年 - 専修学校として東北医療専門学校の設置認可
- 1984年 - 東北医療専門学校開校
- 1985年 - 学校法人木村学園から東北商科専門学校を継承し、科を増設し、東北情報工学専門学校に学校名称変更
- 1988年 - 東北医療専門学校が厚生大臣から臨床工学技士養成校として認可
- 1990年 - 仙台市青葉区国見にキャンパスを移転。東北工科美術専門学校と東北情報工学専門学校を統合し、東北工科情報専門学校に学校名称変更。東北医療専門学校に科を増設、東北医療福祉専門学校に学校名称変更。東北医療福祉専門学校が厚生大臣から作業療法士養成校及び介護福祉士養成校として認可
- 1992年 - 東北医療福祉専門学校が厚生大臣から理学療法士養成校及び視能訓練士養成校として認可
- 1993年 - 東北初の理工系カレッジとして東北科学技術短期大学開学（応用情報工学科、建築設備環境学科）
- 1995年 - 東北工科情報専門学校及び東北医療福祉専門学校の平成6年度卒業生から、文部大臣告示により「専門士」の称号を付与
- 1998年 - 東北文化学園大学の設置認可、学校法人東北文化学園大学に法人名称変更

#### 大学開学後
- 1999年 - 東北文化学園大学開学（医療福祉学部リハビリテーション学科・保健福祉学科、総合政策学部総合政策学科、科学技術学部応用情報工学科・環境計画工学科）。東北医療福祉専門学校と東北工科情報専門学校を統合、東北文化学園専門学校に学校名称変更
- 2000年 - 東北科学技術短期大学の廃止認可
- 2002年 - 東北文化学園専門学校を、友愛幼稚園を設置している学校法人友愛学園に移管。医療福祉学部収容定員の変更認可。大学院の設置認可
- 2003年 - アレン国際短期大学と久慈幼稚園を設置している学校法人頌美学園と合併。大学院開学、医療福祉学部収容定員の増加。総合政策学部収容定員の変更認可
- 2004年 - 経営破綻により民事再生法申請。総合政策学部収容定員の増加
- 2006年 - 科学技術学部の応用情報工学科をコンピュータサイエンス学科に、環境計画工学科を住環境デザイン学科に学科名称変更。大学院修士課程を博士課程に課程変更認可
- 2007年 - アレン国際短期大学の廃止認可。大学院博士課程前期課程及び博士課程後期課程を設置
- 2008年 - 不正経理により私学助成金全額不交付の決定を受ける。医療福祉学部リハビリテーション学科に言語聴覚学専攻及び視覚機能学専攻を設置。科学技術学部のコンピュータサイエンス学科を知能情報システム学科に、住環境デザイン学科を人間環境デザイン学科に学科名称変更
- 2009年 - 学校法人東北文化学園大学と、友愛幼稚園と東北文化学園専門学校を設置する学校法人友愛学園が合併
- 2010年 - 医療福祉学部に看護学科を設置
- 2011年 - 大学院健康社会システム研究科健康福祉専攻博士前期課程にナースプラクティショナー養成分野を設置
- 2013年 - 科学技術学部の人間環境デザイン学科を建築環境学科に学科名称変更
- 2016年 - 科学技術学部に臨床工学科を設置
- 2017年 - 総合発達研究センター附属国見の杜クリニックを開院
- 2021年 - 医療福祉学部の保健福祉学科を現代社会学部現代社会学科に改組。総合政策学部総合政策学科を経営法学部経営法学科に科学技術学部を工学部に改称

## 基礎データ

### 所在地
- キャンパス（宮城県仙台市青葉区国見6丁目45−1）

### 象徴
- ロゴマークのデザインは、長野冬季五輪デザイン検討委員長を務めた馬場雄二が制作。
- 学園歌「輝ける者」は、さとう宗幸による作詞・作曲。

## 組織構成

### 学部
- 現代社会学部
  - 現代社会学科
    - 社会学専攻
    - 社会福祉学専攻
- 経営法学部
  - 経営法学科
- 工学部
  - 知能情報システム学科
  - 建築環境学科
  - 臨床工学科
- 医療福祉学部
  - リハビリテーション学科
    - 理学療法学専攻
    - 作業療法学専攻
    - 言語聴覚学専攻
    - 視覚機能学専攻

  - 看護学科

### 大学院
- 健康社会システム研究科
  - 健康福祉専攻
  - 生活環境情報専攻

### 総合情報センター

#### 附属図書館
2017年3月31日現在の蔵書数は、図書が和書11万2,168冊、洋書1万5,878冊、計12万8,046冊であり、洋書が和雑誌1,076種類、洋雑誌133種類、計1,209種類である。学生、教職員、同窓会員、その他、センター長が許可した者が利用できる。学外者でも、調査・研究のために所蔵資料の利用を目的とする場合に、事前に申し込むことで利用できる。開館日時は、通常期間が平日9：00～21：00、土曜9：00～18：00であり、試験前は日曜も開館している（10：00～17：00）。

### 総合発達研究センター

#### 国見の杜クリニック
2017年9月11日に開院した医療機関。児童の発達障害や言語発達遅滞（言葉の遅れ）、吃音、成人の高次脳機能障害に特化し、医師による診療や言語聴覚士による訓練・支援のほか、総合発達研究センターとして臨床教育や研究にも取り組んでいる。2号館1階に位置し、面積は約540平方メートル。診察室やリハビリを受ける訓練室、遊具を置くプレイルームなどを設けている。

### 教育支援センター
通称Eサポ。学生の主体的な学びをサポートするラーニング・コモンズとして2015年4月にリニューアルオープンした。教育アドバイザー（2名）が学修に関する様々なサポートを行うほか、国語、数学、英語をそれぞれ専門とする教員が3名体制で個別の学習をサポートしている。また、教養教育の一環としてＥサポセミナーの企画運営も行っており、「Eサポの朝カフェ」、「てつがくカフェ」などのプログラムを展開している。

### 地域連携センター
学生、教職員によるボランティア活動の支援（単位認定）、ボランティアに関連する講義や研修を担当している他、自治体や各種団体等と連携した地域連携事業を展開し、公開講座事業（市民学習講座、学都仙台コンソーシアムサテライトキャンパス講座）も行っている。さらには、宮城県産業技術総合センターの産学官連携推進ネットワーク「KCみやぎ」を構成する学術機関として産学官連携事業、独自の高大連携事業（高校生スピーチコンテスト）を実施し、宮城県教育委員会が実施する高大連携（公開授業・公開講座）事業への連携協力を行っている。

### 健康管理センター
保健室と学生相談室を備える。保健室では、健康センター所長、看護師が学生からの健康相談に随時応じるほか、学内での急な怪我や病気に対応する。学生相談室は、心理学を専門とする相談スタッフが、無料相談に応じる。いずれも、毎週平日の9時～17時に開室している。

### 大学事務局
庶務部（庶務課）、教務部（教務課、学生課、実習教育計画課）、入試事務室からなる。

## 教育および研究

### 教育
2014年度の私立大学等改革総合支援事業に「図書館と教育支援センターにおけるラーニング・コモンズの創出・活用」が採択され、2,737.7万円の交付を受け、学生ホールと図書館がリニューアルされ、新しい教育支援センター（Eサポ）が設置された。センターには、自主学習コーナー、グループ指導スペースが設けられ、センター教員2名、教育アドバイザー1名が配置され、学生からの要望に応じて個別指導やグループ指導に応じている。

#### ナースプラクティショナー養成
大学院健康社会システム研究科の健康福祉専攻には、ナースプラクティショナー養成分野が設けられており、厚生労働大臣指定の「特定行為研修の指定研修機関」として、2016年度から21区分38行為すべてについての研修を開始している。東北地方で唯一、全特定行為の研修機関として指定されている。

#### 資格取得

##### 受験料・検定料の補助制度
各種試験に対しては、受験料・検定料の補助制度が設けられている。総合政策学部では、日商簿記検定、宅地建物取引士、ファイナンシャル・プランニング技能士、公認会計士、社会保険労務士、税理士などに対する補助制度が設けられている。科学技術学部では、情報系の国家試験や英語の検定試験などの受験料が補助されている。

##### サポート講座
また、各種試験の受験をサポートする課外講座（無料）が多数開講されている。たとえば、総合政策学部では、簿記、ファイナンシャル・プランナー、宅地建物取引士などの受験講座が開講されている。また、公務員を志望する学生には、公務員試験予備校と提携した教養科目の受験講座も用意されている。この講座は授業時間終了後に開催されており、2015年度の参加者数は40名であった。
科学技術学部の知能情報システム学科では、基本情報技術者試験の午前試験が免除されるe-Learning認定講座が開講されている。建築環境学科では、在学中の資格取得を目指す「資格取得プログラム」が設けられ、カリキュラムと連動しており、資格試験に合格すれば「特定実習」の単位として認定される。
臨床工学科では、臨床工学技士国家試験、第一種・第二種ME技術実力検定試験に向けて、教員がガイダンスと対策講座を実施している。

#### 認定資格

##### 医療福祉学部

###### 国家試験受験資格
- 看護師
- 保健師
- 理学療法士
- 作業療法士
- 言語聴覚士
- 視能訓練士
- 社会福祉士
- 精神保健福祉士
- 介護福祉士

###### 任用資格、団体認定資格
- 社会福祉主事任用資格
- 身体障害者福祉司任用資格
- 知的障害者福祉司任用資格
- 児童指導員任用資格
- 家庭相談員
- 認定心理士

##### 科学技術学部
- 臨床工学技士

#### 国家試験合格率
医療系の国家試験については、理学療法士、言語聴覚士、視能訓練士などで、おおむね全国平均を上回る合格率を達成している。
| 卒業年度               | 理学療法士 | 理学療法士 | 作業療法士 | 作業療法士 | 言語聴覚士 | 言語聴覚士 | 視能訓練士 | 視能訓練士 | 看護師 | 看護師   | 保健師 | 保健師   |
| 卒業年度               | 合格率     | 全国平均   | 合格率     | 全国平均   | 合格率     | 全国平均   | 合格率     | 全国平均   | 合格率 | 全国平均 | 合格率 | 全国平均 |
| ---------------------- | ---------- | ---------- | ---------- | ---------- | ---------- | ---------- | ---------- | ---------- | ------ | -------- | ------ | -------- |
| 2014年度（平成26年度） | 96.8%      | 89.1%      | 86.8%      | 85.5%      | 85.0%      | 84.9%      | 95.2%      | 93.8%      | 93.4%  | 95.5%    | 96.8%  | 99.6%    |
| 2015年度（平成27年度） | 88.3％     | 82.0％     | 76.7%      | 94.1%      | 57.1%      | 82.0%      | 100.0%     | 98.0%      | 74.7%  | 94.9%    | 59.2%  | 92.6%    |
| 2016年度（平成28年度） | 98.0%      | 96.3%      | 79.1%      | 90.5%      | 95.7%      | 89.9%      | 100.0%     | 96.7%      | 86.2%  | 94.3%    | 66.7%  | 94.5%    |

福祉系の国家試験の合格率を、大卒新卒者の全国平均値と比較すると、精神保健福祉士は全国平均値なみである。
| 卒業年度               | 社会福祉士 | 社会福祉士 | 精神保健福祉士 | 精神保健福祉士 |
| 卒業年度               | 合格率     | 全国平均   | 合格率         | 全国平均       |
| ---------------------- | ---------- | ---------- | -------------- | -------------- |
| 2014年度（平成26年度） | 27.5%      | 45.4%      | 100.0%         | 71.8%          |
| 2015年度（平成27年度） | 26.2％     | 47.0％     | 60.0%          | 74.1%          |
| 2016年度（平成28年度） | 24.0%      | 46.3%      | 71.4%          | 71.7%          |

#### 就職支援
通常の就職センターによる支援に加え、各学科専攻から教員1名が選出される就職委員会が、学生の就職・進学に関する様々な相談・助言を行っている。2015年度は、個別指導とキャリアカウンセリングを200名の学生が利用した。
主な就職先は、公務員関係では、国土交通省、国税専門官、大崎市、石巻市、登米市など、医療・福祉業界では、東北大学病院、岩手医科大学附属病院、国立国際医療研究センターなど、住宅・建設業界では、石井組、ユアテックなど、他業界では、日本郵便、荘内銀行、あぶくま信用金庫、ヤマハ音楽振興会などであった。

## 学生生活
2015年度の在学生は、男性が53％、女性が46％。出身高校の所在県は宮城県が55％で最多。実家からの通学生が57％を占め、一人暮らしは38％である（ほかに学生寮の入寮生もいる）。家賃は月額4.5万円未満が58％を占める。奨学金利用者は56％である。なお、奨学金貸与終了者に占める3カ月以上延滞者の割合（2014年度末時点）は2.5％（39人／1,564人）であり、滞納率の高い順に全国の大学を並べると、東北公益文科大学や関東学院大学などと並んで、146位であった。
東北文化学園大学学生委員会が全学部生を対象に行っている学生生活実態調査によると、総合的な大学への満足度については、2011年大調査では、「大変満足」が7.8％で「だいたい満足」が49.9％で、肯定的評価の合計が57.7％であったのが、2015年大調査では、「大変満足」が12.1％で「だいたい満足」が54.7％で、合計66.8％に上昇した。具体的な要望としては、「購買」に関すること（コンビニが1件しかないため、昼に混雑する）、「学習スペース」に関すること（学習スペースの不足、とりわけ飲食しながら学習できるスペースの確保、Eサポや図書館の利用時間延長）を中心に、教室以外での居場所（カフェ、ファストフード店、休憩室を含む）を求める声が多数挙がっている。

### 学友会
学生同士の親睦を図り、文化、体育、学生生活の向上に資するために学友会が組織され、以下の機関が設置され、学生による自主的な運営とイベント開催がなされている。
- 運営協議会
- 学生会代表者会議
- 課外活動委員会
  - 運動部会
  - 文化部会
- 文化学園祭実行委員会
- 卒業アルバム作成委員会
- 学生リーダー会
- 広報委員会

### サークル・同好会
学友会の運動部会、文化部会としてサークル・同好会が結成されている。学生の自主的活動には資金援助がなされ、優秀者に対する表彰制度や報奨制度も設けられている。サークル室は、1号館地下、5 号館（本部棟）地下、体育館に計27室設置されている。2015年に活動実績のあるサークルと同好会は以下の通り。

#### サークル
バスケットボール、バレーボール、ハンドボール、準硬式野球、剣道、バドミントン、陸上競技、スノーボード、フットサル、弓道、ソフトテニス、卓球、ダンス、軟式野球、吹奏楽、軽音・JAZZ、
児童、情報技術研究会、ADAPTED SPORTS、東北文化学園混声合唱団、手話、献血。

#### 同好会
トレーニング、インドア、硬式テニス、サバイバルゲーム、韓国語、ソフトボール、演劇、オープンキャンパススタッフ、癒しのアロマ、てつがく、図書、Working Dog's、ボウリング。

### 学園祭
「文化学園祭」が、文化祭実行委員会、学友会、東北文化学園専門学校自治会の主催により毎年10月に二日間にわたって行われる。オープンキャンパスと同時開催される。

### 学友会スポーツ大会
バスケット、バレーボール、フットサルの三種目で、学部や学年を超えてチームが編成され、教職員も参加する。

### TBGダンスイベント
宮城県内の高校生と大学生・専門学校生がダンスを通じて「つながる」ことをコンセプトにしたイベント。

### パロリンピック
2005年から、パロリンピック（障害者を対象とした国際スポーツ競技会「パラリンピック」にちなみ、知的障害を持つ方とともに楽しむスポーツレクリエーション大会）を毎年開催している。医療福祉学部保健福祉学科生が学生ボランティアとして参加している。2017年は、学生約100人と、市内6か所の障害者福祉施設（いずみ授産所、すていじ仙台、すまいる作業所、多夢多夢舎 中山工房、フォンテーヌ、ワークつるがや）の利用者や職員ら約150人が参加した。

## 大学関係者と組織

### 同窓会
第1期生が卒業した2003年に「東北文化学園大学同窓会」が結成された。機関紙「KIRARI」の発刊、ホームページ等の管理運営、会員名簿の整備及び管理、講演会、懇談会（ホームカミングデー）などの開催、進路・就職支援などの在学生に対する支援を行っている。

## 2つのキャンパスと施設

### 国見キャンパス
- 交通アクセス：JR仙山線国見駅下車徒歩1分（仙台駅から15分）
- 大学の敷地面積：12万8,737平方メートル
- 大学の校舎面積：4万7,044平方メートル

#### 1号館
以下の他、多くの講義室・実習室を配置。
- 教育支援センター（Eサポ）
- サークル室
- 学生ホール
- 学生総合サービスセンター
  - 就職センター
- スチューデントジョブステーション
- 学生相談室
- 図書館
  - 学生自習用PC
- 大講義室

#### 2号館
- 総合発達研究センター附属国見の杜クリニック
- 東北文化学園専門学校
  - メディアセンター
  - 職員室
  - 事務室
  - 学生食堂「ソンリッサ・ナセール」（地下1階）

#### 3号館
主に医療福祉学部の実習室を配置。

#### 4号館
視覚機能学専攻の実習設備、教員研究室を配置。

#### 5号館（本部棟）
本部と看護学科の実習室などを配置。
- 学生食堂「虹色空間」（地下1階）
- PC教室／LL教室
- 自治会室

#### 厚生棟
- セブン-イレブン
- 自習室
- 健康管理センター
- 地域連携センター

#### 体育館
アリーナ、ランニングコース、トレーニングジム、剣道場、柔道場など。

### 久慈キャンパス
東北文化学園久慈キャンパスは、平成14年度までは全寮制のミッションカレッジ、アレン国際短期大学であった。短大創設は昭和45年（1970年）であるが、その前身は久慈名誉市民・タマシン・アレン女史が創設中核者となった、幼児教育・社会福祉・キリスト教伝導の総合拠点「久慈社会館」である。施工としては昭和13年（1938年）の久慈幼稚園が最初で、以降久慈協会、頌美小学校および同中学校、さらに酪農学校や短大も開校させ、幼児および生涯教育、地域福祉、宗教精神を実践展開した。

### 第一総合運動公園
国見キャンパスから徒歩10分に総合運動公園が設置されており、授業や研究のほか課外体育活動などで使用されている。
- テニスコート
- フットサルコート

### 第二総合運動公園
- 野球場
- サッカー場

## 対外関係

### 地方自治体との協定
下記に挙げる地方自治体との協定の他、国見町内会と2015年9月に「東北文化学園友の会」を結成し、地域住民に対して、図書館や学生食堂の利用の他、町内会主体のイベントについても教室などの施設の無料利用を認めている。
- 仙台市青葉区および国見連合町内会との連携協定
住民の福祉向上と学生のボランティア精神の涵養を目的とした連携。
- 宮城県登米市と保健福祉事業における連携協力
高齢者を対象とする介護予防に係る研究モデル事業を展開。
- 宮城県村田町と保健福祉事業における連携協力
高齢者の介護予防や生きがい活動事業の展開など。
- 仙台市教育委員会との連携協力
大学生が仙台市内の小・中・高校内で活動する「学生サポートスタッフ事業」に連携協力。
- 女川町社会福祉協議会との連携協力（2013年締結）
女川応援プロジェクト“あなたのお話をお聞きし隊！”の立ち上げほか。

### 他大学との協定
- 学都仙台コンソーシアム
- 放送大学[31]

## 関連施設
- 久慈幼稚園
- 友愛幼稚園
- 東北文化学園専門学校
- 国見の杜クリニック